# مجزرة مرعش
مجزرة مرعش (بالتركية: Maraş katliamı) كانت مذبحة لأكثر من مائة علوي في مدينة كهرمان مرعش في تركيا في ديسمبر 1978، على يد تنظيم الذئاب الرمادية الفاشيين الجدد والسنة المحافظين. اشتعلت التوترات في البداية بسبب قنبلة ضوضاء ألقيت في قاعة سينما يرتادها القوميون الأتراك المتطرفون. من الأفضل تذكر هذه الحادثة لحملة العنف اللاحقة الموجهة ضد اليساريين، ومعظمهم من الكرد العلويين، مع استهداف بعض اليساريين السنة أيضًا. ورغم توجيه الاتهام إلى حوالي 500 من مرتكبي الحادث في وقت لاحق، إلا أن الحكومة أبقت التحقيق سريًا.

## الخلفية
استمرت أحداث كهرمان مرعش من 19 إلى 26 ديسمبر 1978. بدأ الأمر بقنبلة ألقيت في دار سينما يحضرها في الغالب اليمينيون. انتشرت شائعات بأن اليساريين قد ألقوا القنبلة. في اليوم التالي، ألقيت قنبلة على أحد المقاهي التي زارها اليساريون بشكل متكرر، في مساء يوم 21 ديسمبر 1978، قُتل المعلمان حاجي شولاك ومصطفى يوزباشي أوغلو، المعروفان باسم اليساريين، وهما في طريقهما إلى المنزل. وبينما كان حشد من حوالي 5000 شخص يستعدون للجنازة، أثارت الجماعات اليمينية المشاعر قائلة إن «الشيوعيين سيفجرون [المسجد، وسوف يذبحون إخواننا المسلمين».

## المجزرة
في 23 ديسمبر 1978، تحولت الأحداث إلى مذبحة: اقتحمت الحشود الأحياء التي كان يعيش فيها العلويون، وهاجموا الناس ودمرت المنازل والمتاجر. تم تدمير العديد من المكاتب، بما في ذلك اتحاد النقابات العمالية التقدمية في تركيا، واتحاد المعلمين في تركيا، ورابطة ضباط الشرطة، وحزب الشعب الجمهوري (تركيا). خلال هذه الحوادث، قُتل أكثر من 100 شخص ودُمر أكثر من 200 منزل وحوالي 100 متجر. تختلف أرقام الضحايا بشكل طفيف. زعمت شبكة الاتصالات المستقلة بيانت أن 111 شخصًا قتلوا، بينما قدرت صحيفة زمان اليومية عدد القتلى بـ 105.
تشمل آراء الشهود الملاحظات التالية:
سيو دمير: "قائد شرطة مرعش في ذلك الوقت كان عبد القادر أقسو. المجزرة نظمتها المخابرات التركية وحزب الحركة القومية والإسلاميين معًا... ما إن سمعت عن المجزرة، ذهبت إلى مرعش. في الصباح ذهبت إلى مستشفى مرعش الحكومي. وهناك قابلت ممرضة كنت أعرفها... عندما رأتني، فوجئت: "سيهو، من أين أتيت؟ إنهم يقتلون الجميع هنا. إنهم نقلوا ما لا يقل عن عشرة مصابين بجروح طفيفة من المستشفى في الطابق السفلي وقتلهم. تم ذلك تحت إشراف كبير الأطباء في مستشفى مرعش الحكومي. تتبع المحامي خليل غولوغلو قضية مجزرة مرعش. لم يتم الكشف عن الملفات التي كان لديه. وقد قُتل بسبب متابعة القضية على أي حال."
مريم بولات: «بدأوا في الصباح بإحراق جميع المنازل واستمروا حتى بعد الظهر. احترق طفل في غلاية. لقد نهبوا كل شيء. كنا في الماء في القبو، وفوقنا كانت ألواح خشبية. كانت الألواح تحترق وتتساقط فوقنا. تحول بيتي إلى رماد. كنا مع ثمانية أشخاص في القبو. لم يرونا وغادروا».

## العواقب
في 26 ديسمبر عام 1978، تم إعلان الأحكام العرفية في إسطنبول، وأنقرة، أضنة، وقهرمان، وغازي عنتاب، ومعمورة العزيز، وبينكل، وأرضروم، وأرزنجان، وقارص، وملطية، وسيواس وأورفة.
واستمرت القضايا المعروضة على المحاكم العسكرية حتى 1991. تمت محاكمة 804 متهمين. أصدرت المحاكم 29 حكمًا بالإعدام وحكمت على سبعة متهمين بالسجن المؤبد و321 آخرين بالسجن لمدد تتراوح بين عام واحد و24 عامًا. تم الإفراج عن جميع المتهمين بحلول عام 1992 بفضل قانون صدر في العام السابق.
حسن فهمي غونيش، الذي عُيّن وزيرًا للداخلية بعد الأحداث، مقتنع بأن المجزرة كانت مخططة. ادعى روشين سومبول أوغلو، رئيس «جمعية الأشخاص من عام 1968» في أنقرة، أن مكافحة العصابات كانت وراء الاستفزاز. ادعى فوزي جوموش، رئيس «الجمعية الثقافية بير سلطان عبد»، أن وكالة المخابرات المركزية والدولة العميقة يجب أن يكونا متورطين. تحدث توران إيسر، رئيس «اتحاد العلويين بكتاشي»، في الذكرى التاسعة والعشرين لمجزرة مرعش. وزعم أنه قبل الأحداث، «بذل رجال حرب العصابات وأتباع الإمبريالية العنصرية شبه العسكرية جهودًا لنشر بذور الكراهية بين أولئك الذين كانوا مواطنين في نفس البلد وعاشوا معًا في سلام لعدة قرون». كشفت وثيقة سرية أن جهاز المخابرات خطط للحوادث.
أصبح أوكيش شينديلر، الذي كان قيد المحاكمة بتهمة التورط في الحادث، عضوًا في البرلمان فيما بعد، وشارك في تأسيس حزب الاتحاد الكبير القومي التركي. في عام 2007، بثت إذاعة صوت راديو مجاني وأغاني شعبية (بالتركية: Özgür Radyo ve Türkülerin Sesi Radyosu) برنامجًا، تمت فيه مقابلة Ökkeş Şendiller عبر الهاتف. مقاطع المحادثة مع حسن هارمنجي هي (اقتباسات فقط من حديثه):
"لقد تم اختياري كضحية. رأيت أفظع عذاب. المدرسون الذين قتلوا ليسوا من العلويين. كانوا من اليساريين السنة. وقعت اشتباكات قتل فيها أشخاص من الجانبين... أنا أتحدث عن وثائق المحكمة. يقولون أن منظمة الحرب الثورية (بالتركية: Devrimci Savaş)) رمت القنبلة."
في 30 أبريل 2011، اتهم حميد كابان، العضو المزعوم في ديفريمي سافاش، الذي تم احتجازه بمعزل عن العالم الخارجي لمدة 300 يوم بينما تعرض اثنان من أصدقائه للتعذيب حتى الموت، اتهم الجنرال يوسف حازنار أوغلو، المسؤول عن الشؤون العسكرية القانون في كهرمان مرعش، المسؤول عن التعذيب. وكان الجنرال قد حاول إلقاء اللوم على ديفريمي سافاش في عمليات القتل.[بحاجة لمصدر]